# Léon Landini
Léon Landini, nacido el 9 de abril de 1926 en Saint-Raphaël (Var), es un militante comunista y antiguo miembro de la resistencia francesa de origen italiano, miembro de los Francs-tireurs et partisans - Main-d'œuvre immigrée (FTP-MOI).
Es uno de los fundadores, en 2004, del Polo del Renacimiento Comunista en Francia (PRCF), un partido disidente del Partido Comunista Francés (PCF).

## Biografía

### Orígenes y familia
Su padre, Aristide Landini, carbonero del pueblo de Torniella en Toscana y "rojo puro y duro ", había emigrado a Francia en 1921 para escapar de la represión fascista italiana. Comprometido en la Resistencia, como FTP-MOI, es arrestado con su hijo mayor, Roger Landini por el ejército de ocupación italiano en mayo de 1943 en Saint-Raphaël y torturado. Ambos escaparon en noviembre de 1943 durante su deportación a Alemania.

### Compromiso con la resistencia
Durante la ocupación alemana, Léon Landini se unió al Partido Comunista Francés clandestino en noviembre de 1942 a la edad de 16 años, al mismo tiempo que su padre y su hermano mayor . Se unió a los Francs-tireurs et partisans - Main-d'œuvre immigrée (FTP-MOI) . Sus dos hermanas también participaron en la resistencia.

### Acciones en el Var
El 12 de octubre de 1942 participó en acciones de sabotaje de la línea ferroviaria que unía Saint-Raphaël con Cannes, provocando el descarrilamiento de un tren de mercancías alemán. Dentro de su grupo FTP-MOI, también participó al sabotaje de una mina de bauxita en Brignoles el 26 de febrero de 1943, y luego al ataque a un cuartel del ejército fascista italiano en Fréjus-Plage el 4 de marzo del mismo año. Tras un intento fallido de colocar una bomba en el Hotel Bellevue de Saint-Raphaël, fue enviado a Creuse para que pueda unirse al maquis del FTP dirigido por Jean-Baptiste Virvialle.

### Acciones en Lyon

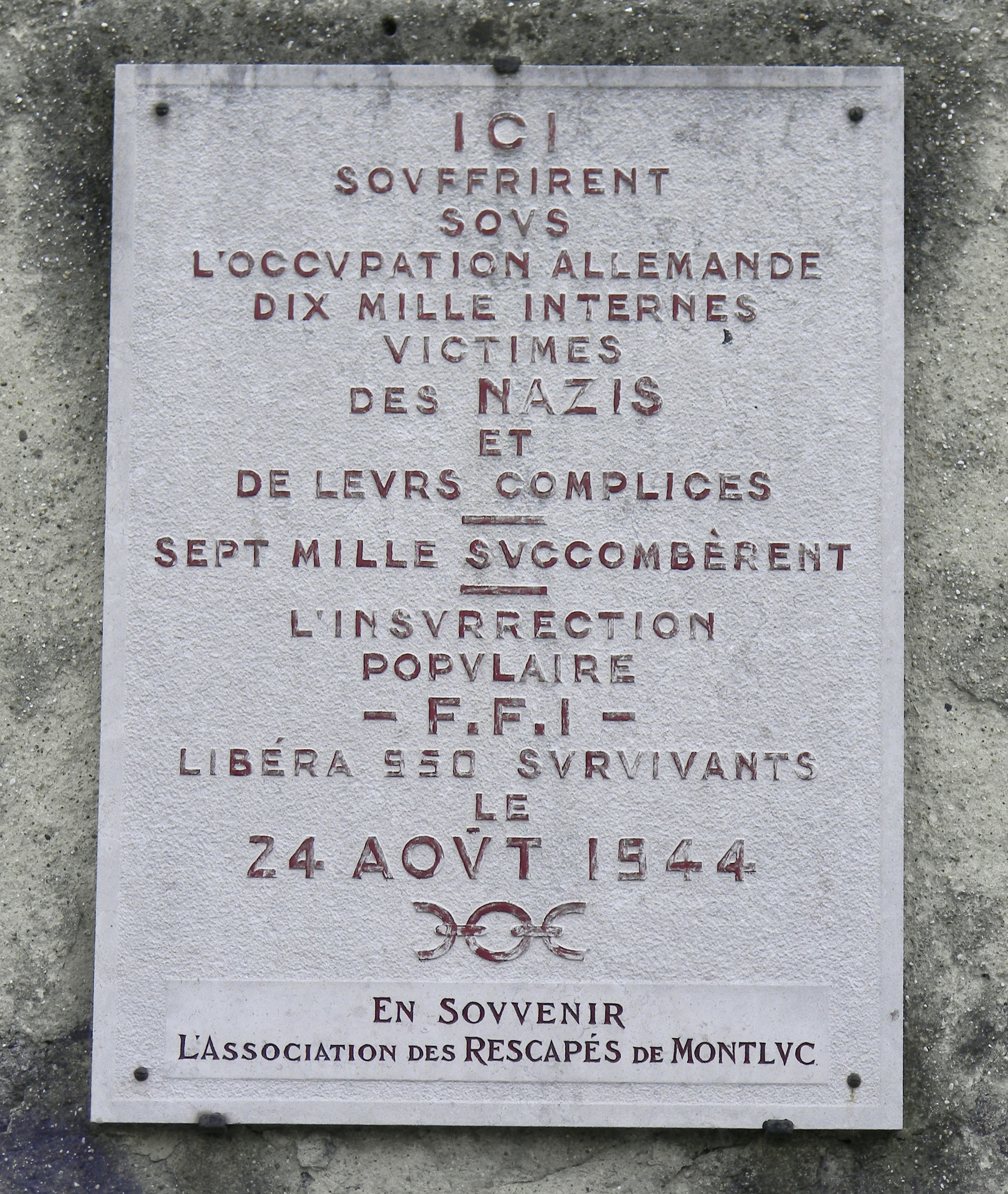
Placa conmemorativa a las víctimas de los nazis en la prisión de Montluc.

Su acción en la resistencia continuó hasta Lyon donde, de mayo a julio de 1944, participó en ataques contra soldados alemanes, destrucción de vehículos militares, descarrilamientos, así como en el desmantelamiento de fábricas que trabajaban para el ocupante. Durante una operación contra un garaje ocupado por los alemanes, Léon Landini conoce al combatiente de la resistencia Alter Mojsze Goldman. : « Dos combatientes de la resistencia miembros un grupo de combate judío vinieron a ayudarme. Entre ellos estaba este hombre, un poco mayor. Me dijo : Yo, voy contigo. Así empezó todo entre Albert, como todos lo llamaban, y yo. ».
Detenido el 25 de julio de 1944, fue torturado por milicianos franceses bajo la autoridad de la Gestapo lionesa en la prisión de Montluc ,  : cráneo hundido, vértebras cervicales dañadas, testículos aplastados.
El 24 de agosto de 1944, la insurrección de Villeurbanne, iniciada en particular por el Batallón Carmagnole-Liberté, obligó a los guardias alemanes a retirarse, dejando la puerta principal de la prisión abierta. Los prisioneros, entre ellos Léon Landini, derribaron la puerta de sus celdas y escaparon. Luego de ello, reanudó la lucha al frente de una compañía de 180 resistentes con el grado de segundo teniente.

### Regreso a la vida civil
Después de la Liberación, fue hospitalizado varias veces hasta febrero de 1946, cuando fue desmovilizado.
De regreso a Saint-Raphaël, se convirtió en silvicultor y fundó una familia. Luego, en 1963, se instaló en la región parisina, donde trabajó en la restauración colectiva. En Montrouge, Léon Landini reencuentra a Alter Mojsze Goldman, a quien conoció en 1944 en Lyon y con quien entabla amistad.

### Fundación del Polo de Renacimiento Comunista en Francia
A partir de los años 90, se opuso a la transformación del PCF iniciada por Robert Hue y fundó, en 2004, con Georges Gastaud y Georges Hage el Polo del Renacimiento Comunista en Francia. Fue elegido presidente en 2004  y luego vicepresidente en 2006, 2008 y 2011.

### Participación en la convocatoria de Glières
En 2011, fue uno de los firmantes del Llamamiento Thorens- Glières junto a Raymond Aubrac, Daniel Cordier, Stéphane Hessel, Pierre Pranchère, Georges Séguy y otras figuras de la Resistencia, pidiendo a los candidatos a la elección presidencial de 2012 que revivieran los ideales de la Liberación y reencuentren los valores encarnados en 1944 por el programa del Consejo Nacional de la Resistencia titulado Les Jours Heureux.

## Decoraciones
Gran Mutilado de Guerra y condecorado por la Unión de Repúblicas Socialistas Soviéticas por actos de resistencia. [precisión necesario]. Léon Landini ostenta las siguientes condecoraciones :
- Oficial de la Legión de Honor (1998)[12]
- Medalla de la Resistencia (31 mars 1947)[13]
- Cruz del Combatiente voluntario de la guerra de 1939–1945
- Cruz del Combatiente Voluntario de la Resistencia
- Orden de la Amistad, Cuba (22 novembre 2024)[14]

## Memoria

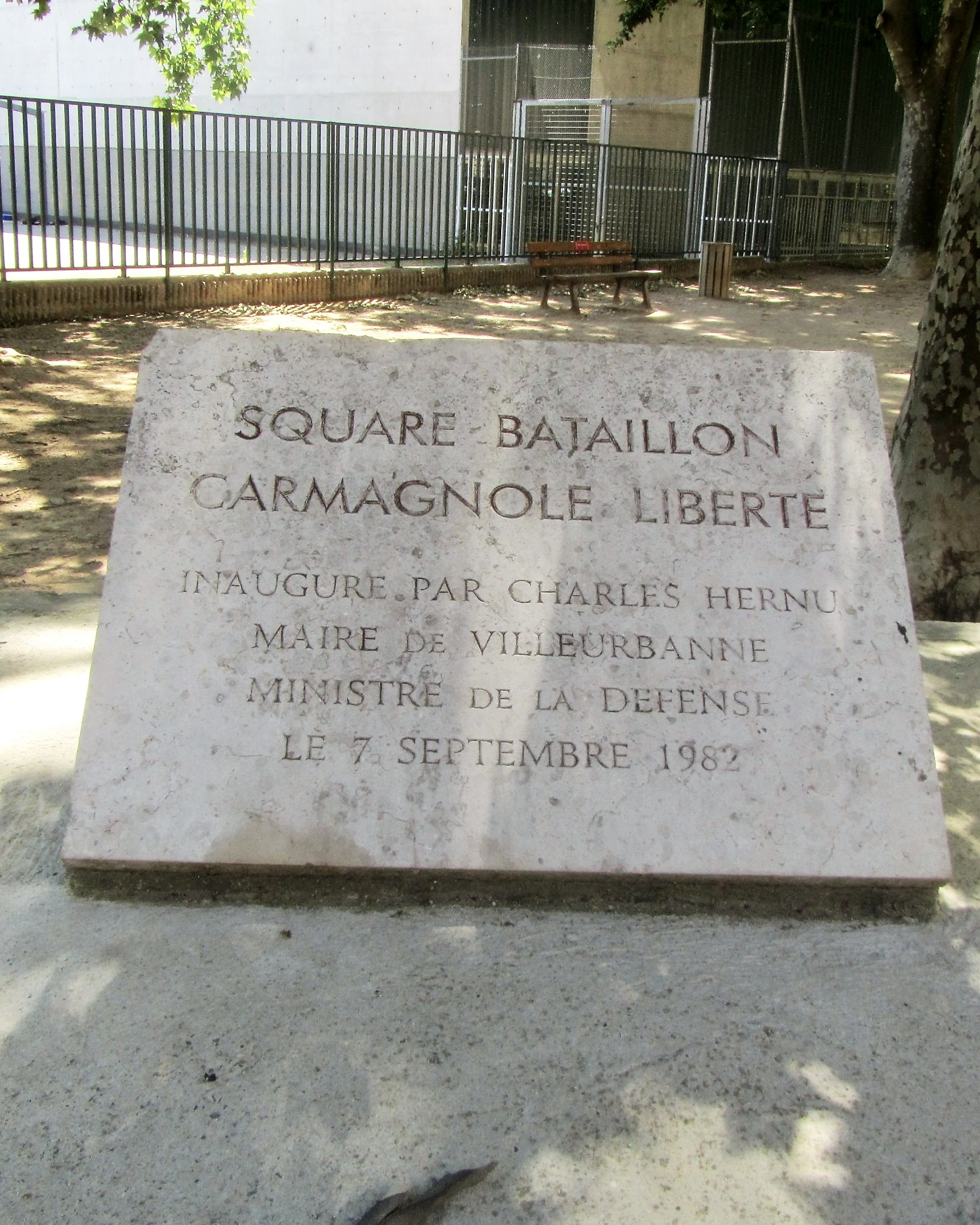
Placa de la plaza Bataillon Carmagnole Liberté.

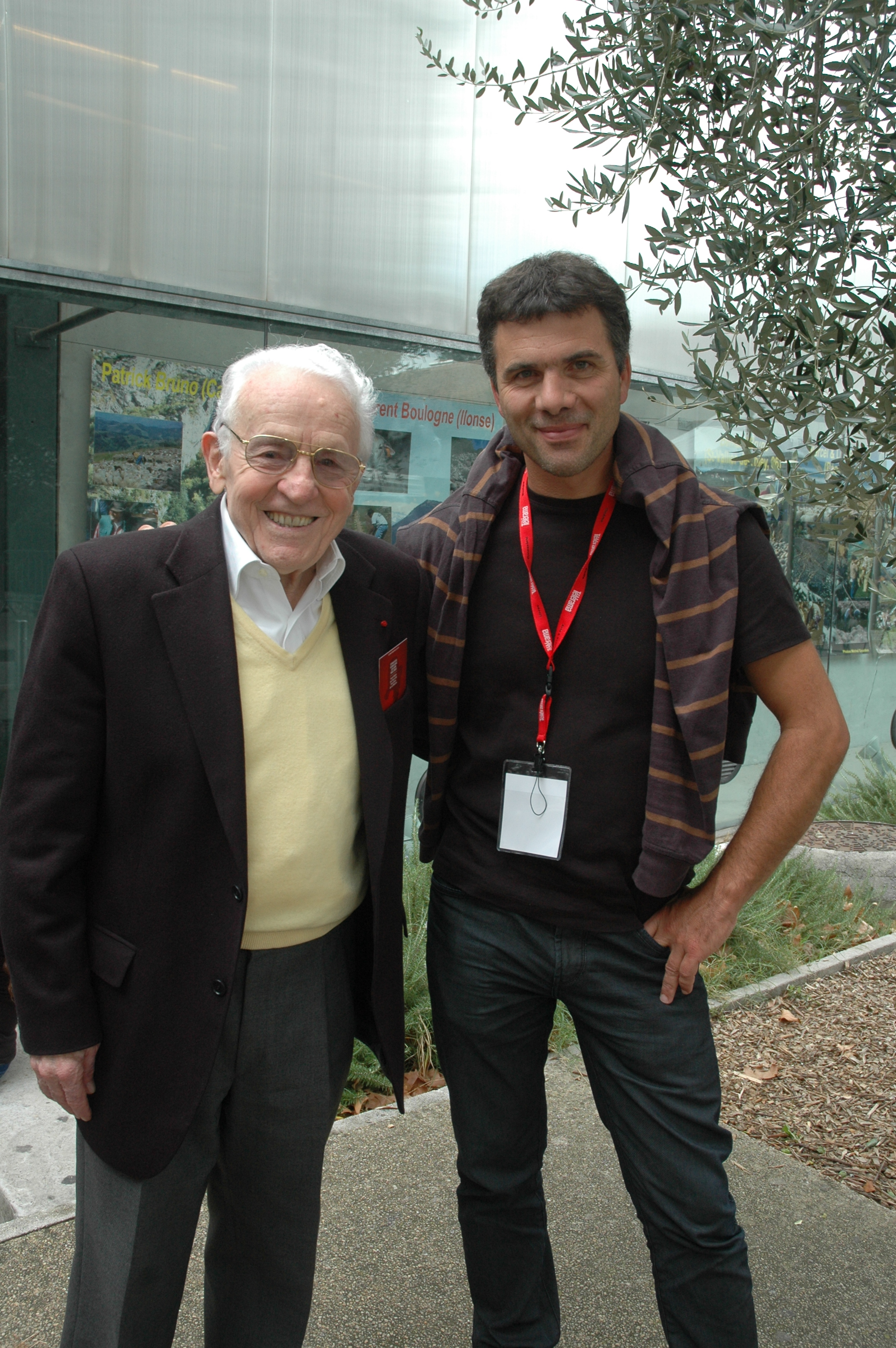
Léon Landini y Gilles Perret en Mouans-Sartoux en octubre de 2013.

Léon Landini es presidente de una asociación de antiguos miembros del FTP MOI de los batallones Carmagnole-Liberté. Junto con Henri Krischer, recopiló y donó al Museo de la Resistencia Nacional los archivos de antiguos miembros, incluyendo biografías y fotografías, algunas de las cuales fueron tomadas por los torturadores de Vichy .
El batallón Carmagnole-Liberté, durante mucho tiempo oculto en la memoria colectiva, tuvo que esperar hasta 1982 para ser honrado con una placa en una plaza de la ciudad de Villeurbanne por iniciativa de Charles Hernu, que era por entonces ministro de Defensa tras la victoria del socialista François Mitterrand en las elecciones presidenciales de 1981.
En 2005, Léon Landini hizo campaña con Pierre Mansat, un concejal del partido comunista del Ayuntamiento de París, y Bertrand Delanoë, alcalde de París, para que una pequeña plaza en el XX distrito de la capital llevara el nombre de Joseph Epstein, conocido como el coronel Gilles, un militante comunista judío de origen polaco y líder del FTP-MOI en París, que inició las tácticas de guerrilla urbana utilizadas en la capital, fusilado en el fuerte de Mont-Valérien el 11 de avril de 1944 .
El testimonio de Léon Landini sirve de hilo conductor al documental de Gilles Perret, <i id="mwAQ8">Les Jours heureux</i> de 2013, que recorre la historia del programa del Consejo Nacional de la Resistencia que "Llevaba las esperanzas de miles de combatientes en la sombra" y daría origen a la seguridad social, a las pensiones y a los comités de empresa.
Léon Landini, último superviviente de los combatientes comunistas del FTP-MOI, es invitado, tardíamente, a la panteonización de los esposos Missak y Mélinée Manouchian el 21 de febrero de 2024. Luego fue colocado en la primera fila de la Guardia de Honor, junto a otro miembro de la resistencia, Robert Birenbaum. Además, Léon Landini se declaró opuesto a la presencia en esta ceremonia de representantes de la Agrupación Nacional, a quienes consideraba habían combatido durante la guerra.

## Publicación
- Réponse à Michel Onfray et Autres textes sur la Résistance et l'engagement. Éditions Delga. 2015. p. 164. ISBN 978-2-915854-86-2.